# Kisei 2012
Il Kisei 2012 è stata la 36ª edizione del torneo goistico giapponese Kisei.

## Fase Finale
- W indica vittoria col bianco
- B indica vittoria col nero
- X indica la sconfitta
- +R indica che la partita si è conclusa per abbandono
- +N indica lo scarto dei punti a fine partita

### Gruppo A
| Giocatore       | Y.I. | K.Y. | N.H. | A.K.  | R.K.  | T.S. | Risultato | Note                                        |
| --------------- | ---- | ---- | ---- | ----- | ----- | ---- | --------- | ------------------------------------------- |
| Yūta Iyama      | –    | W+R  | X    | W+5,5 | X     | W+R  | 3-2       | Qualificato alla finale degli sfidanti      |
| Keigo Yamashita | X    | –    | W+R  | B+R   | X     | B+R  | 3-2       | Qualificato alla fase finale del Kisei 2013 |
| Naoki Hane      | W+R  | X    | –    | W+R   | X     | W+R  | 3-2       | Qualificato alla fase finale del Kisei 2013 |
| Atsushi Kato    | X    | X    | X    | –     | W+2,5 | X    | 1-4       | Retrocesso                                  |
| Rin Kono        | W+R  | B+R  | W+R  | X     | –     | X    | 3-2       | Qualificato alla fase finale del Kisei 2013 |
| Taiki Seto      | X    | X    | X    | W+R   | B+R   | –    | 2-3       | Retrocesso                                  |

### Gruppo B
| Giocatore         | S.T. | H.Y.  | N.Y.  | R.S. | K.K.  | J.A.  | Risultato | Note                                        |
| ----------------- | ---- | ----- | ----- | ---- | ----- | ----- | --------- | ------------------------------------------- |
| Shinji Takao      | –    | B+1,5 | W+4,5 | B+R  | W+4,5 | B+R   | 5-0       | Qualificato alla finale degli sfidanti      |
| Hiroshi Yamashiro | X    | –     | X     | X    | B+3,5 | W+4,5 | 2-3       | Qualificato alla fase finale del Kisei 2013 |
| Norimoto Yoda     | X    | W+R   | –     | X    | W+R   | B+4,5 | 3-2       | Qualificato alla fase finale del Kisei 2013 |
| Ryu Shikun        | X    | B+1,5 | W+R   | –    | X     | W+2,5 | 3-2       | Qualificato alla fase finale del Kisei 2013 |
| Kōichi Kobayashi  | X    | X     | X     | W+R  | –     | X     | 1-4       | Retrocesso                                  |
| Jiro Akiyama      | X    | X     | X     | X    | W+1,5 | –     | 1-4       | Retrocesso                                  |

## Finale degli sfidanti
I due vincitori dei gruppi si sono sfidati l'11 novembre 2011. Il vincitore Takao Shinji ha acquisito il diritto a sfidare il detentore Cho U.

## Finale
La finale è una sfida al meglio delle sette partite, iniziata il 12 gennaio 2012 e finita il 15 marzo. 